# Pula Corda
Pula Corda é uma canção do grupo Trem da Alegria lançada como single do álbum homônimo de 1989. A faixa traz a participação especial da apresentadora e cantora Xuxa e é o segundo single da formação que incluía Juninho Bill, Amanda Acosta e Rubinho. 
Tornou-se um sucesso nas rádios no ano de seu lançamento e foi regravada por vários artistas posteriormente.

## Produção e lançamento

O trio em apresentação da música no Domingão do Faustão.

A letra da música fala sobre a brincadeira de pular corda e segundo ela, é brincadeira favorita do autor. A canção mescla a letra de Carlos Colla e Ed Wilson com os versos tradicionais da brincadeira de pula-corda, a saber: "Um homem bateu em minha porta e eu abri", "Senhoras e senhores põe a mão no chão", "E vão pro olho da rua!".
A versão da canção que aparece no álbum tem a participação de Xuxa nos vocais, no entanto, essa versão só era cantada no programa Xou da Xuxa e em programas da Rede Globo. Quando o grupo se apresentava em programas de outras emissoras, a parte da apresentadora era cantada por Juninho Bill. A música fez parte da setlist das turnês de 1989 e 1992.
Após o êxito nas rádios, foi incluída na coletânea de maiores sucessos do grupo, intitulada Trem da Alegria e na compilação Focus: O essencial de Trem da Alegria.

## Versões
A primeira versão foi feita pelo grupo português Coisas Loucas, em 1990, o grupo a regravou em seu álbum Que Felicidade, da gravadora Vidisco.
Treze anos após o lançamento do grupo Trem da Alegria, a apresentadora e cantora Eliana regravou a canção em seu álbum É Dez, um videoclipe para a faixa também foi feito e lançado tanto em VHS quanto em DVD.
Em 2007, Xuxa cantaria mas uma vez a canção, dessa vez sozinha, em seu álbum Xuxa só para Baixinhos 7 - Brincadeiras. A música ganhou um videoclipe que foi lançado no DVD desse projeto. A faixa era cantada nos shows de promoção do álbum, nos quais participavam personagens do programa Xuxa no Mundo da Imaginação.